# Agrotis carolia
Agrotis carolia är en fjärilsart som beskrevs av William Schaus 1929. Agrotis carolia ingår i släktet Agrotis och familjen nattflyn. Inga underarter finns listade i Catalogue of Life.